# Ambrosio de Morales
Ambrosio de Morales (latinisiert Ambrosius Moralis; geboren 1513 in Córdoba; gestorben am 21. September 1591 ebenda) war ein spanischer Humanist, Historiker und Antiquar.

## Leben
Ambrosio de Morales war der Sohn von Antonio de Morales und der Doña Mencia de Oliva. Sein Vater war von Beruf Arzt, bekleidete aber als vielseitig gebildeter Geist den Lehrstuhl für Moralphilosophie und Metaphysik an der Universität Alcalá. Seine Mutter war die Schwester des Humanisten Fernán Pérez de Oliva, der nach längeren Aufenthalten in Paris und Rom ab 1529 Rektor der Universität Salamanca war.
Unter dessen Einfluss und Leitung begann Ambrosio de Morales seine philologische Ausbildung in Salamanca, kehrte aber nach dem frühen Tod des Onkels im Jahr 1531 zurück nach Córdoba und trat 1532 in das Hieronymiten-Kloster San Jerónimo de Valparaíso westlich von Córdoba ein. Der Tod seines Vaters wenige Jahre später stürzte ihn in eine schwere Krise. Um sich von den „Verführungen des Fleisches“ zu befreien und sich ganz Gott widmen zu können, entmannte er sich selbst, eine Tat, an deren Folgen er beinahe gestorben wäre. Er musste, bereits zum Priester geweiht, Orden und Kloster verlassen. Sein Studium setzte er an der Universität in Alcalá fort, unter anderem bei Juan de Medina (1489–1545) und Melchor Cano (1509–1560). Bald darauf übernahm er dort den Lehrstuhl für Rhetorik. Zu seinen bekanntesten Schülern zählte Juan de Austria, zu seinen bedeutenden Alfonso Chacón.
Neben seiner Lehrtätigkeit widmete er sich eigenen Forschungen, deren erstes Ergebnis seine Memoria sanctorum qui orti sunt in Hispania aus dem Jahr 1541 waren. Im Jahr 1559 erhielt er seitens des spanischen Königshauses den Auftrag, eine Abhandlung über die in diesem Jahr erfolgte Verhaftung des von der Inquisition angeklagten Erzbischofs von Toledo, Bartolomé de Carranza, zu verfassen. Im Jahr 1563 wurde er von Philipp II. zum königlichen Chronisten ernannt und trat die Nachfolge des 1558 gestorbenen Florián de Ocampo an, mit dem Ambrosio de Morales eine tiefe Freundschaft verband. Im Jahr 1565 wurde er erster Rektor des Colegio de caballeros Manriques, einer dem Adel vorbehaltenen Studieneinrichtung an der Universität von Alcalá.
Im Kanonisierungsverfahren von Diego de Alcalá (Didacus Complutensis) führte er ab 1567 den Vorsitz und verfasste während dieser Zeit La vida, el martyrio, la inuención, las grandezas y las translaciones de los gloriosos niños Martyres San Iusto y Pastor – eine 1568 veröffentlichte Abhandlung über die Heiligen Justus und Pastor, deren Gebeine in diesem Jahr zum Teil nach Alcalá, ihre Heimat, überführt wurden.

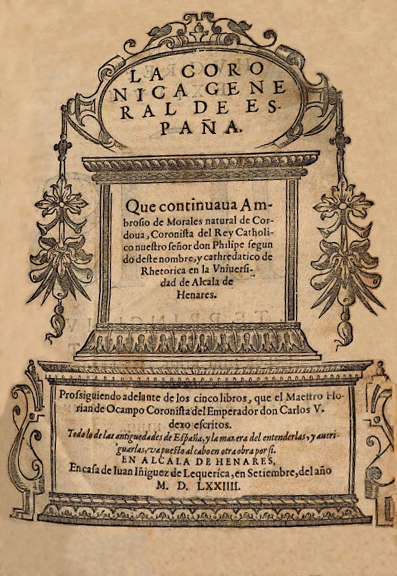
Titelblatt des ersten Bandes der Corónica General de España von Ambrosio de Morales

Ab 1570 trug sich Ambrosio de Morales mit dem Gedanken, die von Florián de Ocampo begonnene und in der zweiten Ausgabe von 1553 fünf Bücher umfassende Corónica General de España fortzuführen. Er unternahm ausgedehnte Reisen durch das Land, untersuchte Dokumente und Chroniken und glich sie mit archäologischen Monumenten ab. Im Jahr 1572 beauftragte ihn Philipp II., einen Bericht über Léon, Galicien und das Fürstentum Asturien anzufertigen. Er erschien 1572 unter dem Titel Viage de Ambrosio de Morales por orden del Rey D. Phelippe II a los Reynos de León, y Galicia y Principado de Asturias. Die in diesem Zusammenhang gesammelten Bücher, Dokumente, Objekte und Reliquien überführte er in die Klosteranlage El Escorial.
Im Jahr 1574 erschien sein erster Band der Corónica General de España. Er umfasste mit den Büchern VI bis X die Zeit von der Römischen Republik bis zur römischen Eroberung Spaniens. Der zweite Band mit den Büchern XI und XII folgte 1577 und behandelte Spanien unter den Westgoten und die islamische Eroberung. Erst 1586 folgte der dritte Band, der in den Büchern XIII–XVII die Zeit vom Aufstand des Pelayo und der Schlacht von Covadonga bis zum Tod König Vermudos III. darstellte.
In der Zwischenzeit hatte er eines seiner für die Archäologie wichtigsten Werke verfasst: Las antigüedades de las ciudades de España: que van nombradas en la Corónica con las averiguaciones de sus sitios y nombres antiguos. Es entstand zwischen 1565 und 1577, und Morales begründete in dieser Arbeit die Grundsätze seiner Vorgehensweise.
Im Jahr 1578 hatte der Erzbischof von Toledo, Gaspar de Quiroga y Vela, Ambrosio de Morales zum Vikar von Puente del Arzobispo ernannt, wohin er übersiedelte. Gesundheitliche Gründe zwangen ihn, 1582 nach Córdoba zurückzukehren, wo er 1591 starb. Die Corónica general wurde von Prudencio de Sandoval (1552–1620) fortgeführt. Mit dem 1615 in Pamplona publizierten Band Historia de los reyes de Castilla y León deckte er den Zeitraum von 1037 bis 1134 ab.

## Stellung
Ambrosio de Morales berücksichtigte als erster Spanier in seinen historischen Forschungen umfangreich nichttextliche Quellengattungen, archäologische Hinterlassenschaften, Inschriften, Münzen, Diplome und Gemälde. Insbesondere wegen seiner numismatischen und epigraphischen Studien gilt er als Begründer der spanischen Archäologie. Auf Grundlage dieser Sachquellen unterzog er Textquellen wie Chroniken oder die Werke anderer Historiker einer strengen Quellenkritik. Ergebnis war eine über die reine Fakten- und Datendarstellung hinausgehende Kulturgeschichte der jeweils behandelten Epoche, die er um Informationen zu Sprache, Kunst und Ökonomie oder der Kleidung bereicherte. Damit leistete er einen wichtigen Beitrag zur spanischen Geschichtsschreibung, was sich insbesondere an der ganz gegensätzlichen und unkritischen Herangehensweise seines Nachfolgers in der Bearbeitung der Corónica general, Prudencio de Sandoval, zeigt. Während noch der junge Emil Hübner 1869 urteilte, Morales wäre ein mittelmäßiger Geist gewesen, der allerdings bezüglich der Altertümer solide und sicher geurteilt habe, urteilt die heutige Forschung, dass es eine spanische Historiographie vor und nach Ambrosio de Morales gibt.

## Veröffentlichungen (Auswahl)
- Prisión del Arzobispo de Toledo D. Fray Bartolomé Carranza. 1559.
- La vida, el martyrio, la inuención, las grandezas y las translaciones de los gloriosos niños Martyres San Iusto y Pastor. Andrés de Angulo, Alcalá de Henares 1568 (Google Books).
- Viage de Ambrosio de Morales por orden del Rey D. Phelippe II a los Reynos de León, y Galicia y Principado de Asturias. 1572
- La coronica general de España. Juan Iñíguez de Lequerica, Alcalá de Henares 1574 (Google Books).
- Los otros dos libros undecimo y duodecimo de la coronica general de España. Juan Iñíguez de Lequerica, Alcalá de Henares, 1577(Google Books).
- Los cinco libros postreros de la coronica general de España. Gabriel Ramos Bejarano, Córdoba 1586 (Google Books).